# Estação Ferroviária do Bungo
A Estação Ferroviária do Bungo é a principal estação da capital angolana, Luanda. Foi inaugurada em 1889, juntamente com o primeiro troço de 45 quilómetros do Caminho de Ferro de Ambaca. O edifício da estação foi classificado como Património Histórico-Cultural de Angola em 2001. O nome vem da palavra "mbungo", que em quimbundo significa "buzina", e aparece na toponímia da cidade a partir de 1846.

## Serviços
A estação é o ponto de partida do Caminho de Ferro de Luanda, que liga a cidade a Malanje e ao Dondo, e é a estação terminal e uma das quinze estações do serviço de comboios suburbanos de Luanda.

## Arquitectura
O edifício da estação, de rés-do-chão e primeiro andar, apresenta uma planta rectangular, composta por três corpos, dispostos paralelamente à linha. O corpo central encontra-se mais avançado. A fachada, pintada de amarelo e com janelas cinza, contém a inscrição Empresa do Caminho de Ferro de Luanda, E.P. Segundo o projeto original, o alçado principal devia ter incluído um relógio e a sigla CFAA, para "Companhia Real dos Caminhos de Ferro atravez d'Africa".
Mantém-se em bom estado de conservação e sofreu poucas alterações desde a sua inauguração, como a retirada da cobertura metálica das plataformas. Actualmente é usado como espaço administrativo, enquanto o antigo armazém foi remodelado para acolher as bilheteiras e a sala de espera dos passageiros.

## Modernização
Esta estação é uma das seis interfaces do Caminho de Ferro de Luanda em remodelação como parte das obras de duplicação e ligação ao futuro aeroporto de Luanda. Está a ser construído um novo edifício multimodal. Houve dois projectos anteriores à actual remodelação: Um de 2010, que previa a construção de um edifício de escritórios e uma estação por baixo do prédio, e outro de 2014, com que se pretendia edificar uma gare com uma cobertura de betão e vidro. No caso da última, previa-se a manutenção da antiga cocheira, que acabou por ser demolida em 2016.